# Desognaphosa millaa
Desognaphosa millaa is een spinnensoort uit de familie Trochanteriidae. De soort komt voor in Queensland.